# Starck AS-70
Le Starck AS-70 est un avion de sport conçu en France en 1945 par l'ingénieur aéronautique français André Starck. Il a effectué son premier vol le 23 mai 1945. Il fut le premier avion à recevoir son certificat de navigabilité (CNRA) après la Libération de la France. Il fut construit à 23 exemplaires. C'est sur l'un d'entre eux que le futur champion de voltige Léon Biancotto fit ses premiers vols. Un autre avion battit un record mondial de distance. 